# Protolampra rufipectus
Protolampra rufipectus är en fjärilsart som beskrevs av Morris 1874. Protolampra rufipectus ingår i släktet Protolampra och familjen nattflyn. Inga underarter finns listade i Catalogue of Life.